# عدنان يانوزاي
عدنان يانوزاي (بالفرنسية: Adnan Januzaj)‏، (مواليد 5 فبراير 1995)، هو لاعب كرة قدم بلجيكي يلعب في مركز الجناح مع ريال سوسيداد الإسباني ومنتخب بلجيكا.
بدأ مسيرته الكروية في نادي بروكسل البلجيكي ثم أنضم الي نادي أندرلخت البلجيكي وهو في العاشرة من عمره. ثم انضم الي نادي مانشستر يونايتد الإنجليزي في عام 2011 وعمره 16 عاماً. انضم يانوزاي إلى فريق مانشستر يونايتد الأول تحت إشراف المدير ديفيد مويس خلال موسم 2013–14. لعب مع بوروسيا دورتموند وسندرلاند قبل أن ينضم إلى ريال سوسيداد في يوليو 2017.
شارك يانوزاي في أول مباراة دولية له في عام 2014، وفي وقت لاحق من ذلك العام لعب مع بلجيكا في كأس العالم 2014. كما شارك مع المنتخب البلجيكي في كأس العالم 2018 ووصل معهم إلى نصف النهائي.

## النشأة
وُلد يانوزاي في بروكسل، بلجيكا حيث هاجرت عائلته الألبانية من كوسوفو في عام 1992 لكي يتجنب والده –عابدين– تجنيده من قبل الجيش الشعبي اليوغوسلافي بسبب الحرب في البوسنة. كان والد يانوزاي الابن الأكبر بين ستة أطفال من إستوك في كوسوفو. كان أعمام جانوزاج، جانوز وشمسيدين، وعمة ليفي، أعضاء في جيش تحرير كوسوفو، الذي قاتل من أجل استقلال كوسوفو أثناء حرب كوسوفو. منذ إعلان كوسوفو استقلالها في عام 2008، أصبح يانوزاي يزور بانتظام عائلته الكبيرة هناك خلال فصل الصيف.

## مسيرته الكروية

### مانشستر يونايتد
بدأ عدنان يانوزاي مسيرته الكروية مع نادي بروكسل لكنه انضم إلى نادي أندرلخت في عمر العاشرة عام 2005. غادر أندرلخت إلى مانشستر يونايتد وهو بسن الـ16 في مارس 2011، بعد أن أثار إعجابه بجلسة أستعراض مهارات في بروكسل.

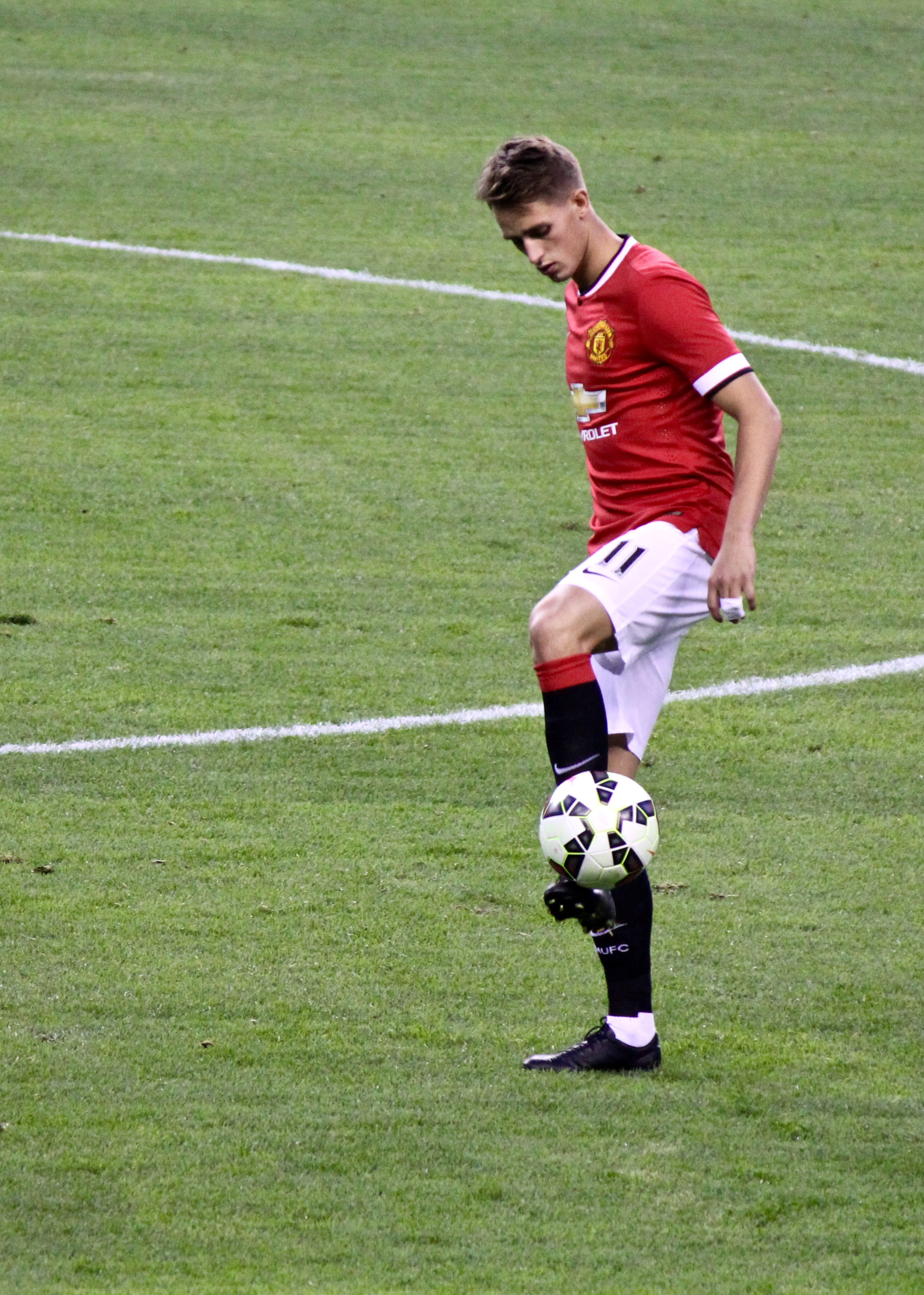
يانوزاي يلعب مع مانشستر يونايتد في 2015.

أنضم إلى نادي مانشستر يونايتد الأنجليزي عام 2011 ولم يلعب في الفريق الأول تحت قيادة المدرب أليكس فيرغسون. والذي منحه رقم 44 لكن أجلسه على دكة البدلاء في آخر مباراة قادها أليكس فيرغسون ضد وست بروميتش ألبيون موسم 2012–13. وقد حصل يانوزاي خلال الموسم المذكور على جائزة أفضل لاعب في الموسم في فرق الظل للدوري الأنجليزي الممتاز وهو بعمر 18 عاماً. الظهور الأول ليانوزاي في الفريق الأول لمانشستر يونايتد كان في الجولة الاستعدادية لموسم 2013–14 في آسيا وقد سجل في المبارة الاخيرة امام نادي كيتشي من هونغ كونغ. و أيضا شارك في المبارة التكريمية لريو فرديناند التي خسرها مانشستر يونايتد امام إشبيلية بنتيجة 3–1 للفريق الإسباني لكنه كان صاحب تمريرة الهدف الوحيد للفريق الإنجليزي.
و كان أول ظهور له في مباراة رسمية في الدرع الخيرية ضد ويغان أتلتيك بتاريخ 11 أغسطس 2013 حيث دخل بديلا لفان بيرسي في أخر 6 دقائق من عمر اللقاء. أما ظهوره الأول في الدوري الإنجليزي الممتاز فكان بتاريخ 14 سبتمبر 2013 امام كريستال بالاس عندما نزل في الدقيقة 68 بديلاً للاعب أشلي يونغ في المبارة التي فاز فيها مانشستر يونايتد 2–0. سجل عدنان يانوزاي أول أهدافه في البريميرليج ضد سندرلاند بتاريخ 5 أكتوبر 2013 في المباراة التي فاز بها يونايتد خارج أرضه 1–2 ونجح يانوزاي بتسجيل هدفي فريقه.
وفي محاولة لتجنب محاولة الاندية الأخرى للتوقيع مع الموهبة الشابة، قام مانشستر يونايتد بتجديد عقد عدنان يانوزاي الذي كان من المفترض ان ينتهي في شهر يونيو 2014 ليوقع اللاعب علي عقد جديد قي 19 أكتوبر 2013 لمدة 5 سنوات.
نال عدنان يانوزاي 3 بطاقات صفراء، اولها كانت في أول مباراة كاملة له امام سندلاند ثم امام ويستهام واخيرا البطاقة الصفراء الثالثة التي جعلته ثاني أكثر لاعب ينال بطاقات صفراء بسبب التمثيل منذ 2008 عندما تم صدور قانون بتطبيق عقوبات علي التمثيل.

#### بوروسيا دورتموند (إعارة)
في 31 أغسطس 2015، تمت إعارة عدنان بوروسيا دورتموند الألماني لمدة موسم واحد. في 6 يناير 2016، تم أسترداده إلى مانشستر يونايتد بعد أن لعب في 12 مباراة فقط مع دورتموند في النصف الأول من الموسم.

#### سندرلاند (إعارة)
في 12 أغسطس 2016، وافق يانوزاي على الانضمام إلى سندرلاند بنظام الإعارة لمدة موسم كامل من مانشستر يونايتد، وعودته للعب مع مع مدرب مانشستر يونايتد السابق ديفيد مويس. شارك يانوزاي في أول مباراة له في اليوم التالي، حيث دخل من مقاعد البدلاء في مباراة هزيمة 2–1 أمام مانشستر سيتي في مطلع الأسبوع الأول من موسم الدوري الممتاز. في ثالث مباراة له مع سندرلاند ضد شروزبري تاون، سجل يانوزاي هدفه الأول للفريق وكان هدف الفوز. طرد يانوزاي بعد حصوله على بطاقتين صفراء في 18 سبتمبر في مباراة الخسارة 1–0 ضد توتنهام هوتسبير. بعد ستة أيام، عانى من إصابة في الكاحل جعلته يبتعد عن اللاعب لمدة ستة أسابيع على الأقل خلال مباراة الهزيمة 3–2 أمام كريستال بالاس. في ديسمبر، قال مويس إنه على الرغم من موهبة يانوزاي، فإنه بحاجة إلى تحسين أدائه مع سندرلاند إذا أراد أن يكون له مكان مع مانشستر يونايتد.

### ريال سوسيداد
بعد أن فشل في حجز مكان له مع مانشستر يونايتد، وقع يانوزاي عقدًا لمدة خمس سنوات مع النادي الإسباني ريال سوسييداد في يوليو 2017. شارك لأول مرة في الدوري الإسباني في 10 سبتمبر، في مباراة الفوز 4–2 على ديبورتيفو لاكورونيا، وسجل أول هدف له في 5 نوفمبر في مباراة الفوز 3–1 على أرضه ضد الجار الباسكي إيبار. كما سجل هدفا في مباراة التعادل أمام لاس بالماس وكان واحدا من الثلاث لاعبين المرشحين لجائزة لاعب الشهر في الدوري الإسباني.

## مسيرته الدولية
في يونيو 2013، أعلن المدرب السابق للمنتخب البلجيكي تحت 18 سنة وتحت 19 سنة، مارك فان جيرسوم أن يانوزايقد رفض استدعاء اللمنتخب لبلجيكي عله دة مرات لأنه يفضل اللعب لأمنتخب ألبانيا.

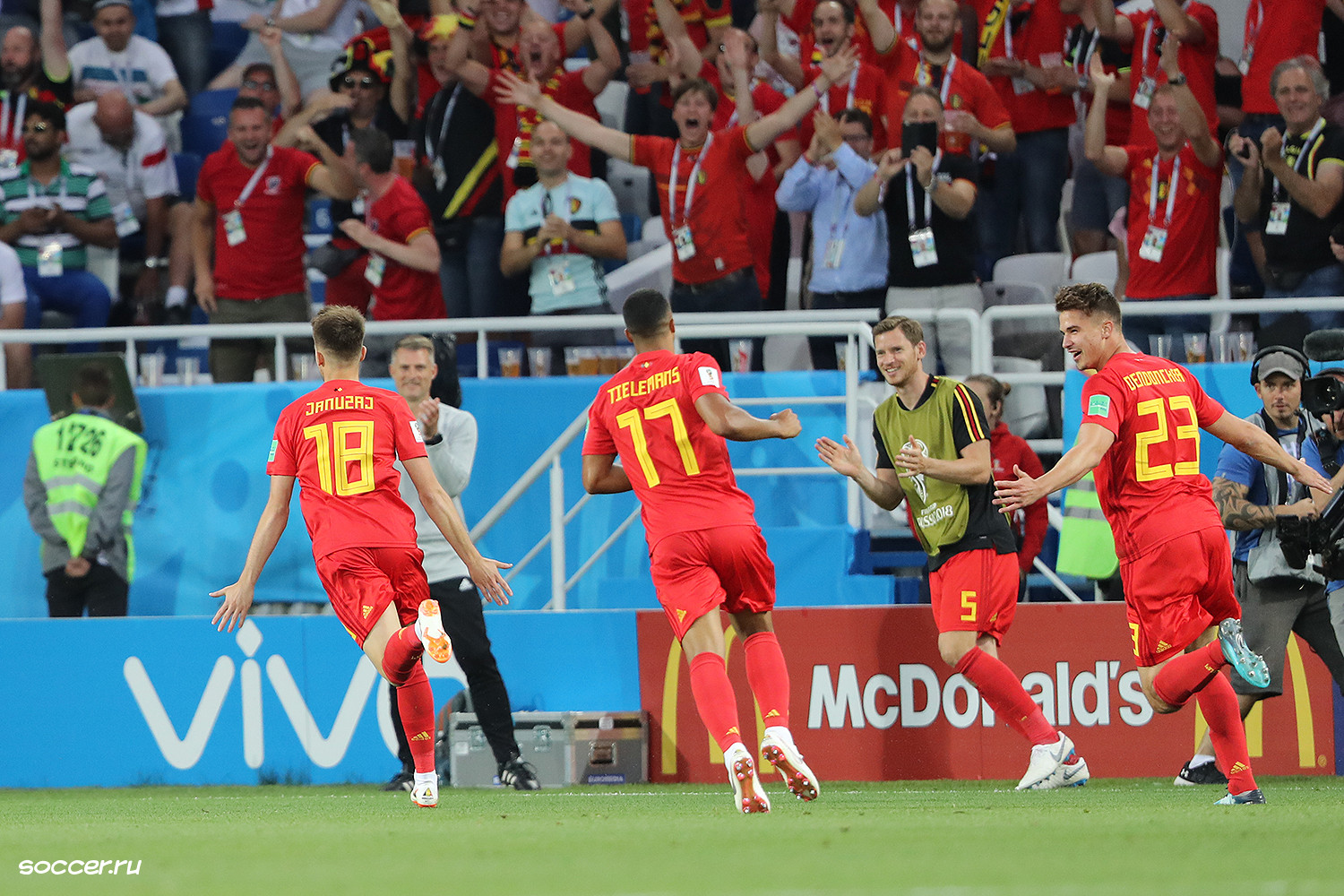
يانوزاي (رقم 18) بعد تسجيله هدف الفوز لبلجيكا ضد إنجلترا في كأس العالم 2018.

في 23 أبريل عام 2014، أعلن مدرب المنتخب البلجيكي التزام يانوزاي باللعب مع المنتخب الوطني البلجيكي. تم تأكيد هذه الرسالة في اليوم نفسه من قبل مدير أعمال يانوزايديرك دي فريس.
في 13 مايو 2014، تم ضم يانوزاي إلى قائمة المنتخب البلجيكي المكونة من 23 لاعباً للمشاركة في كأس العالم 2014. لعب المباراة الأولى مع المنتخب الوطني بعد ذلك بأسبوعين في مباراة ضد لوكسمبورغ، لكن لم تحسب كمباراة رسمية، حيث اعتبرت المباراة غير رسمية من قبل الفيفا يوم 4 يونيو بسبب أن المدرب البلجيكي قام ب 7 بدائل في حين يسمح ب 6 في المباريات الودية الدولية. لعب أول مباراة رسمية له في المباراة الودية ضد تونس والتي أنتهت بالفوز 1–0 في 7 يونيو، حيث دخل كبديل عن إدين هازارد في الدقيقة 73.
في نوفمبر 2017، تم استدعاء يانوزاي إلى المنتخب البلجيكي لأول مرة منذ ثلاث سنوات قبل المباريات الودية ضد المكسيك واليابان، لكنه لم يلعب.
في يونيو، تم اختياره من قبل المدرب روبرتو مارتينيز في الفريق المكون من 23 لاعباً للمشاركة في كأس العالم 2018 في روسيا. في مباراة مرحلة المجموعات الأخيرة ضد إنجلترا في كالينينغراد، سجل هدف المباراة الوحيد ليمنح التأهل لبلجيكا كمتصدرة للمجموعة بالعلامة الكاملة.

## الإحصائيات

### النادي
آخر تحديث 20 مايو 2018.
| النادي                   | الموسم   | الدوري           | الدوري | الدوري  | الكأس الوطني | الكأس الوطني | كأس الدوري | كأس الدوري | أوروبا | أوروبا  | أخرى   | أخرى    | المجموع | المجموع |
| النادي                   | الموسم   | الدرجة           | الظهور | الأهداف | الظهور       | الأهداف      | الظهور     | الأهداف    | الظهور | الأهداف | الظهور | الأهداف | الظهور  | الأهداف |
| ------------------------ | -------- | ---------------- | ------ | ------- | ------------ | ------------ | ---------- | ---------- | ------ | ------- | ------ | ------- | ------- | ------- |
| مانشستر يونايتد          | 2012–13  | الدوري الإنجليزي | 0      | 0       | 0            | 0            | 0          | 0          | 0      | 0       | —      | —       | 0       | 0       |
| مانشستر يونايتد          | 2013–14  | الدوري الإنجليزي | 27     | 4       | 1            | 0            | 4          | 0          | 2      | 0       | 1      | 0       | 35      | 4       |
| مانشستر يونايتد          | 2014–15  | الدوري الإنجليزي | 18     | 0       | 2            | 0            | 1          | 0          | —      | —       | —      | —       | 21      | 0       |
| مانشستر يونايتد          | 2015–16  | الدوري الإنجليزي | 5      | 1       | 0            | 0            | 0          | 0          | 2      | 0       | —      | —       | 7       | 1       |
| مانشستر يونايتد          | 2016–17  | الدوري الإنجليزي | 0      | 0       | 0            | 0            | 0          | 0          | 0      | 0       | 0      | 0       | 0       | 0       |
| مانشستر يونايتد          | المجموع  | المجموع          | 50     | 5       | 3            | 0            | 5          | 0          | 4      | 0       | 1      | 0       | 63      | 5       |
| بوروسيا دورتموند (إعارة) | 2015–16  | الدوري الألماني  | 6      | 0       | 1            | 0            | —          | —          | 5      | 0       | —      | —       | 12      | 0       |
| سندرلاند (إعارة)         | 2016–17  | الدوري الإنجليزي | 25     | 0       | 2            | 0            | 1          | 1          | —      | —       | —      | —       | 28      | 1       |
| ريال سوسيداد             | 2017–18  | الدوري الإسباني  | 28     | 3       | 1            | 0            | —          | —          | 6      | 1       | —      | —       | 35      | 4       |
| الإجمالي                 | الإجمالي | الإجمالي         | 109    | 8       | 7            | 0            | 6          | 1          | 15     | 1       | 1      | 0       | 138     | 10      |

1. 1 2  جميع المباريات في دوري أبطال أوروبا
2. ↑  جميع المباريات في درع الاتحاد الإنجليزي
3. 1 2  جميع المباريات في الدوري الأوروبي

### المنتخب
آخر تحديث 28 يونيو 2018.
| المنتخب | العام   | الظهور | الأهداف |
| ------- | ------- | ------ | ------- |
| بلجيكا  | 2014    | 6      | 0       |
| بلجيكا  | 2018    | 3      | 1       |
| المجموع | المجموع | 9      | 1       |

### الأهداف الدولية
آخر تحديث 28 يونيو 2018.قائمة الأهداف والنتائج مع منتخب بلجيكا الأول.
| # | التاريخ       | المكان                               | م. | الخصم   | الهدف | النتائج | المسابقة        |
| - | ------------- | ------------------------------------ | -- | ------- | ----- | ------- | --------------- |
| 1 | 28 يونيو 2018 | ملعب كالينينغراد، كالينينغراد، روسيا | 9  | إنجلترا | 1–0   | 1–0     | كأس العالم 2018 |

## الإنجازات

### النادي
مانشستر يونايتد
- درع الاتحاد الإنجليزي (1): 2013[10]

### المنتخب
بلجيكا
- كأس العالم المركز الثالث: 2018

### الفردية
- دانييل هارون – أفضل لاعب في العام (1): 2012–13
- كأس النجوم الزرقاء/الفيفا للشباب الكرة الذهبية (1): 2013[36]

## وصلات خارجية
- عدنان يانوزاي على موقع الاتحاد الدولي (مؤرشف)  (الإنجليزية)
- عدنان يانوزاي على موقع الاتحاد الدولي (مؤرشف)  (الإنجليزية)
- عدنان يانوزاي على موقع الاتحاد الأوربي (الإنجليزية)
- عدنان يانوزاي على موقع الاتحاد البلجيكي (الإنجليزية)
- عدنان يانوزاي على موقع إي إس بي إن إف سي (الإنجليزية)
- عدنان يانوزاي على موقع قاعدة بيانات كرة القدم.إي يو (الإنجليزية)
- عدنان يانوزاي على موقع ليكيب (الفرنسية)
- عدنان يانوزاي على موقع ناشيونال فوتبول تيمز (الإنجليزية)
- عدنان يانوزاي على موقع Soccerbase.com (لاعب) (الإنجليزية)
- عدنان يانوزاي على موقع Soccerway.com (الإنجليزية)

- عدنان يانوزاي على موقع الاتحاد الدولي (مؤرشف)  (الإنجليزية)
- عدنان يانوزاي على موقع الاتحاد الدولي (مؤرشف)  (الإنجليزية)
- عدنان يانوزاي على موقع الاتحاد الأوربي (الإنجليزية)
- عدنان يانوزاي على موقع الاتحاد البلجيكي (الإنجليزية)
- عدنان يانوزاي على موقع إي إس بي إن إف سي (الإنجليزية)
- عدنان يانوزاي على موقع قاعدة بيانات كرة القدم.إي يو (الإنجليزية)
- عدنان يانوزاي على موقع ليكيب (الفرنسية)
- عدنان يانوزاي على موقع ناشيونال فوتبول تيمز (الإنجليزية)
- عدنان يانوزاي على موقع Soccerbase.com (لاعب) (الإنجليزية)
- عدنان يانوزاي على موقع Soccerway.com (الإنجليزية)